# Brazilska ženska vaterpolska reprezentacija
Brazilska ženska vaterpolska reprezentacija predstavlja državu Brazil u međunarodnom športu ženskom vaterpolu.

## OI 2016.
- 9. kolovoza 2016.:  Italija -  Brazil 9:3
- 11. kolovoza 2016.:  Rusija -  Brazil 14:7
- 13. kolovoza 2016.:  Australija -  Brazil 10:3

## Nastupi na velikim natjecanjima

### Olimpijske igre
- 2016.: 8. mjesto

### Svjetska prvenstva
- 1991.: 8. mjesto
- 1994.: 11. mjesto
- 1998.: 10. mjesto
- 2001.: 10. mjesto
- 2003.: 12. mjesto
- 2007.: 10. mjesto
- 2011.: 14. mjesto
- 2013.: 14. mjesto
- 2015.: 10. mjesto

### Svjetske lige
- 2014.: 8. mjesto
- 2015.: 8. mjesto

### Svjetski kupovi
- 1991.: 8. mjesto

### Panameričke igre
- 1999.:  bronca
- 2003.:  bronca
- 2007.: 4. mjesto
- 2011.:  bronca
- 2015.:  bronca